# Codex Purpureus Sarzanensis
Il Codex Sarzanensis, o Codex Saretianus, identificato con j' o 22 (nella notazione Beuron), è un manoscritto illustrato del Vangelo, in lingua latina, datato dai paleografisti al V o VI secolo. Il manoscritto è costituito da una pergamena di colore viola vergata da inchiostro color argento (come sono i codici a, b, e, f, ed i).
Il manoscritto è formato da 72 fogli in pelle di pecora con parti scritte a caratteri in oro (o argento) e preziose miniature realizzate in porpora di Tiro, scansionate per la prima volta nel 2018 in modo da poter visualizzare ed analizzare il reperto nella sua interezza.
Il manoscritto contiene Luca 24 e 292 versi del Vangelo secondo Giovanni (1:38-3:23; 3:33-5:20; 6:29-49.49-67; 6:68-7:32; 8:6-9:21). È scritto su due colonne per pagina, con caratteri tondeggianti  propri della scrittura onciale. Giovanni 18:36-20:14 è stato scritto da un'altra mano. Il documento relativo a Giovanni presenterebbe varie lacune
Il manoscritto fu scoperto nel 1872 in una Chiesa di Sarezzano, vicino a Tortona. [2] Il suo testo è stato ricostruito filologicamente e pubblicato a cura del bibliotecario dell'Ambrosiana di Milano. La prima edizione risale al 1872, seguita da una successiva nel 1885 con le analisi dall'esegeta biblico tedesco Adolf Jülicher.
Il Codex non è più ospitato nella Chiesa dei Santi Ruffino e Venanzio a Sarezzano, ma viene conservato presso il vicino Museo Diocesano d'arte sacra di Tortona (AL), dove può essere visto solamente in alcune sue parti meno delicate dal punto di vista conservativo.

Accanto al manoscritto, nel Museo sono in mostra anche gli oggetti portati alla luce contestualmente alla sua scoperta, quale una precedente legatura di cuoio del e una scatola contenitrice realizzata in legno, decorata da un dipinto che ritrae San Ruffino.